# إدوين فيشر
ادوين فيشر (بالألمانية: Edwin Fischer) (و. 1886 – 1960 م) هو عازف بيانو، وموزع، ومعلم موسيقى سويسري، ولد في بازل، توفي في زيورخ، عن عمر يناهز 74 عاماً.

## التعليم
تعلم في Stern Conservatory ‏.

## جوائز
حصل على جوائز منها:
- الدكتوراه الفخرية من جامعة بازل.

## روابط خارجية
- إدوين فيشر على موقع مونزينجر (الألمانية)
- إدوين فيشر على موقع ميوزك برينز (الإنجليزية)
- إدوين فيشر على موقع إن إن دي بي (الإنجليزية)
- إدوين فيشر على موقع أول ميوزيك (الإنجليزية)
- إدوين فيشر على موقع ديسكوغز (الإنجليزية)